# Martha Cecilia Díaz Gordillo
Martha Cecilia Díaz Gordillo (Chiapas, 28 de marzo de 1967) es una política mexicana que fue diputada federal del Partido Acción Nacional entre los años 2006 y el 2009.
Con estudios en derecho y una maestría en Historia, ocupó los cargos de representante especial, coordinadora de asesores y jefa de la Unidad de Asuntos Jurídicos en la Secretaría de la Reforma Agraria, además de directora de gestión financiera en el Instituto de Mejoramiento Integral de Poblados y asesora del secretario de gobierno de Chiapas.
En 2021 fungía como Procuradora Federal para los trabajadores al servicio del Estado (PRODETSE) del Tribunal Federal de Conciliación y Arbitraje.
Electa diputada federal plurinominal a la LX Legislatura de 2006 a 2009, se desempeñó como secretaria de la Comisión de Asuntos Indígenas, miembro de las comisiones de Derechos Humanos y de Reforma Agraria, y fue presidenta de la Comisión de Concordia y Pacificación, formada por diputados y senadores, y encargada de coadyuvar en el proceso de pacificación en el estado de Chiapas tras el levantamiento zapatista en 1994.